# Hospital General Universitario Gregorio Marañón
El Hospital General Universitario Gregorio Marañón es un centro hospitalario de titularidad pública, situado en el distrito de Retiro de la ciudad de Madrid, España. Está administrado por el Servicio Madrileño de Salud, dependiente de la Consejería de Sanidad y es uno de los principales hospitales de la capital. Desde el 2022 es considerado, junto con La Paz, como uno de los hospitales españoles con mejores servicios de Neurología y Neurocirugía del mundo.

## Historia
El 22 de enero de 1966 la Diputación Provincial de Madrid aprueba el proyecto de construcción de un hospital en los terrenos del antiguo Hospital de San Juan de Dios, en pie durante el reinado de Felipe II en el siglo XVI.
Fue inaugurado el 15 de julio de 1968 por Francisco Franco con el nombre Ciudad Sanitaria Provincial Francisco Franco.
Siguiendo las órdenes del Ministerio de la Gobernación, del 26 de noviembre de 1968, se implanta el Reglamento de la Ciudad Sanitaria Provincial (Hospital Médico-Quirúrgico y de Especialidades, Instituto Provincial de Obstetricia y Ginecología, Instituto de Oncología Marquesa de Villaverde, y Clínica Psiquiátrica). 
El 27 de enero de 1981, la Diputación Provincial de Madrid decide cambiar el nombre de la Ciudad Sanitaria Provincial, bautizándola como Hospital Provincial de Madrid.
Desde el 19 de mayo de 1987, se cambia su denominación de nuevo con el nombre de Gregorio Marañón, médico español.

## Cobertura asistencial
El hospital atiende a una población de 315.000 habitantes de la ciudad de Madrid, especialmente del distrito de Retiro.

### Atención Primaria
La Dirección Asistencial Sureste de Atención Primaria comprende el área de referencia para el Hospital Gregorio Marañón, al cual se asignan 11 centros de salud, más los dos centros de salud de Rivas Vaciamadrid (por acuerdo institucional para determinadas prestaciones). 
- Centro de Salud Adelfas
- Centro de Salud Arroyo Medialegua
- Centro de Salud Ibiza
- Centro de Salud Numancia
- Centro de Salud Pacífico
- Centro de Salud Pavones
- Centro de Salud Peña Prieta
- Centro de Salud Torito
- Centro de Salud Valdebernardo
- Centro de Salud Vicálvaro-Artilleros
- Centro de Salud Villablanca

### Hospital Materno Infantil Gregorio Marañón

#### Historia[9]
Se pueden trazar sus antecedentes a la Casa de Maternidad de Madrid en la primera mitad del siglo XIX desde 1837 (coincidiendo con la creación de la Junta de Beneficencia), localizado en el barrio de Chamberí. El edificio fue ampliado en 1859 y reubicado en la calle Mesón de Paredes. 
En 1934 se inició la construcción de un nuevo edificio en la calle O'Donnell, que se no se completó hasta la década de 1940 debido a la Guerra Civil Española. Fue inaugurado en diciembre de 1956. Durante su actividad, registró el nacimiento de 300.000 niños. Cesó su actividad el 7 de marzo de 1999, y fue finalmente demolido el 1 de mayo de ese mismo año.  
Por otra parte, el Hospital Infantil, con unos orígenes que se remontan a la Inclusa de Madrid (del siglo XIX), fue inaugurado en mayo de 1969, con 50 camas disponibles. En la década de 1980 se añadieron camas de neonatología.  

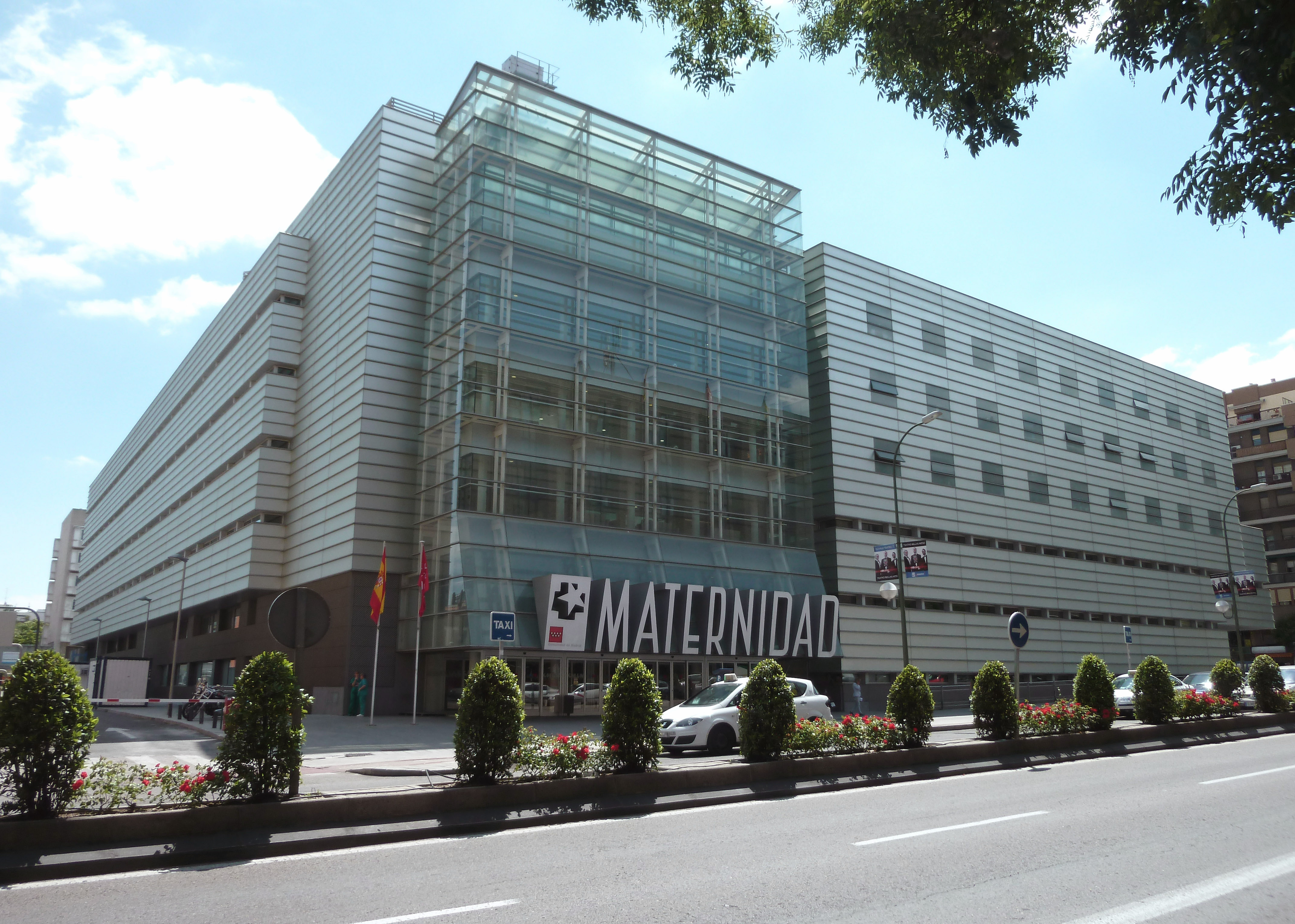
Hospital Materno Infantil Gregorio Marañón

Las obras del actual edificio se iniciaron el 19 de diciembre de 2000, con un presupuesto de 8.565 millones de pesetas. Inició sus actividades a mediados de septiembre de 2003, registrando los primeros nacimientos el 25 de septiembre de 2003. 

#### Cartera de servicios del Hospital Materno Infantil Gregorio Marañón[14]
| - Nefrología Infantil - Enfermedades Infecciosas Pediátricas - Neuropediatría - Reumatología - Rehabilitación Infantil - Gastroenterología, Hepatología y Nutrición Infantil - Neonatología - Neumología Pediátrica - Endocrinología Infantil - Oncología y Hematología pediátricas y del adolescente - Urgencias Pediátricas | - Obstetricia y Ginecología - Cirugía Pediátrica |

#### Instalaciones
El edificio actual fue diseñado por Rafael Moneo y José María de la Mata. En sus instalaciones se agrupan una misma planta del bloque quirúrgico materno, los paritorios y las unidades de neonatología y UCI pediátrica. Está localizado en la calle O'Donnel, 48.

### Otros centros
Del hospital dependen varios centros médicos específicos situados en distintas ubicaciones:
- Instituto Provincial de Rehabilitación (IPR): Localizado en la calle Francisco Silvela, 40. Inaugurado[16] en enero de 1972 con el nombre de Centro Nacional de Rehabilitación que años después acabó por denominarse Instituto Provincial de Rehabilitación (IPR). Es el  centro de rehabilitación de adultos adscrito al Hospital Gregorio Marañón (la rehabilitación de pacientes pediátricos se reubicó en el hospital Materno-Infantil). Tiene actualmente[17] 34 habitaciones individuales y 13 habitaciones dobles, aunque desde 2016 las habitaciones individuales pueden transformarse en dobles, pasando de 60 a 94 camas, en caso de requerirse por necesidades asistenciales.

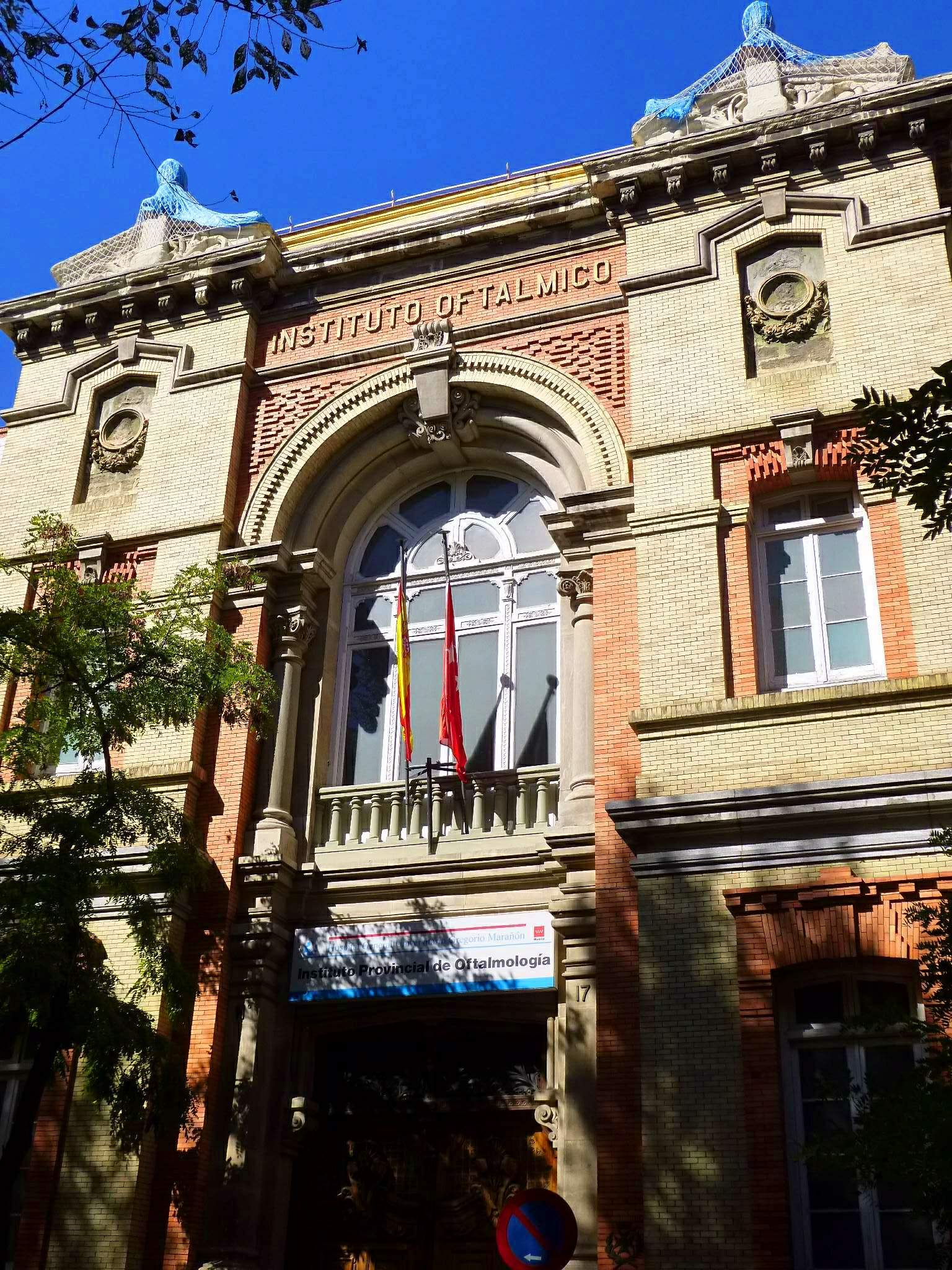
Instituto Provincial de Oftalmología

- Instituto Provincial de Oftalmología: Localizado en la C/ General Arrando, 17. Originalmente conocido como Instituto Oftálmico Nacional, establecida en la segunda mitad del siglo XIX como institución de carácter benéfico, dedicada a consultas de oftalmología.

- Centro de Especialidades Peña Prieta (Hermanos Sangro): Localizado en la calle Prieta, 4.

- Centro de Especialidades Moratalaz: Localizado en la calle Hacienda de Pavones, s/n

- Servicio de Salud Mental Moratalaz: Localizado en la calle Hacienda de Pavones, s/n

- Servicio de Salud Mental. Distrito de Retiro: Localizado en la calle Lope de Rueda, 4

## Cartera de servicios
| - Alergología - Aparato Digestivo - Cardiología - Endocrinología - Geriatría - Hematología y Hemoterapia - Medicina Interna - Nefrología - Neumología - Neurología - Neurofisiología - Oncología - Pediatría - Reumatología - Urgencias | - Angiología y Cirugía Vascular - Cirugía Cardiovascular - Cirugía General y de Aparato Digestivo - Cirugía Oral y Maxilofacial - Cirugía Pediátrica - Cirugía Plástica - Cirugía Torácica - Dermatología - Neurocirugía - Obstetricia y Ginecología - Oftalmología - Otorrinolaringología - Traumatología y Cirugía Ortopédica - Urología | - Análisis Clínicos - Anatomía Patológica - Anestesiología y Reanimación - Bioquímica - Farmacia Hospitalaria - Inmunología - Medicina Intensiva - Medicina Nuclear - Medicina Preventiva - Medicina del Trabajo - Microbiología y Parasitología - Psiquiatría - Psicología Clínica - Oncología radioterápica - Radiodiagnóstico - Radiofísica Hospitalaria - Rehabilitación |

## Personal
En el hospital trabajan alrededor de 8500 profesionales. Cuenta con:
- facultativos 1.187
- enfermería 4.549
- personal no sanitario 2.214
- médicos residentes 509

### Docencia
Es uno de los centros de referencia para la formación de profesionales sanitarios de la Universidad Complutense de Madrid, Universidad Alfonso X El Sabio, Universidad Rey Juan Carlos, Universidad Pontificia de Salamanca, Universidad Carlos III, Universidad Pontificia de Comillas, y la Universidad Nacional de Educación a Distancia.

## Instalaciones y recursos
Está constituido por varios edificios en la manzana urbana delimitada por las calles Dr. Esquerdo, Ibiza, Máiquez y O'Donnell. Además se integran otras instalaciones ubicadas geográficamente en distintos puntos de Madrid: Instituto Provincial de Rehabilitación, Instituto de Oftalmología, Centros de Especialidades de Hermanos Sangro y Moratalaz y Centros de Salud Mental de Retiro y Moratalaz.
Todo el complejo hospitalario suma una superficie de 232.473 metros cuadrados en total.
El hospital cuenta con:
- camas 1236
- puestos de diálisis 27
- quirófanos 41
- puestos de hospital de día 252
- salas de cirugía menor 2
- salas de radiología 21
- consultas externas 77
- paritorios 9
- gabinetes de exploración 261
- salas de radiografía 13
- ecógrafos 109
- mamógrafos 3
- tomógrafos computarizados 5
- resonancias magnéticas 4
- tomógrafo por emisión de positrones 2
- salas de hemodinámica 5
- planificador 8
- gammacámaras 2

Su biobanco es el único de Europa especializado en VIH.

## Accesos
Al Hospital Gregorio Marañón se puede llegar en transporte público,  como los autobuses urbanos de Madrid de la EMT de Madrid (que dispone de líneas diurnas y nocturnas), y en Metro.

### En autobús
Prestan servicio las siguientes líneas urbanas:
| Línea             | Terminales                              |
| ----------------- | --------------------------------------- |
| 2                 | Manuel Becerra – Avenida Reina Victoria |
| 28                | Puerta de Alcalá – Barrio Canillejas    |
| 30                | Felipe II – Pavones                     |
| 56                | Diego de León – Puente de Vallecas      |
| 71                | Manuel Becerra - Puerta de Arganda      |
| 143               | Manuel Becerra – Villa de Vallecas      |
| 156               | Manuel Becerra – Plaza Legazpi          |
| E2                | Felipe II – Las Rosas                   |
| E3                | Felipe II – Valderrivas                 |
| E4                | Felipe II – Valdebernardo               |
| E5                | Manuel Becerra – El Cañaveral           |
| Exprés Aeropuerto | Atocha – Aeropuerto Servicio diurno     |
| Exprés Aeropuerto | Cibeles – Aeropuerto Servicio Nocturno  |
| N6                | Cibeles - El Cañaveral                  |
| N8                | Cibeles - Pavones                       |
| NC1               | Circular 1                              |
| NC2               | Circular 2                              |

### Metro
| Estación         | Líneas |
| ---------------- | ------ |
| O'Donnell        |        |
| Sainz de Baranda |        |

## Miscelánea

### Polémica sobre el uso de contenciones mecánicas en psiquiatría
El 20 de mayo de 2015 se publicaba una foto filtrada del armario donde se guardaban las contenciones mecánicas de la sección de psiquiatría infantil y juvenil del Hospital General Universitario Gregorio Marañón donde era jefe de servicio el psiquiatra Celso Arango. A partir de ese momento se desató una polémica que aun continuó en años siguientes. En febrero de 2016, en las XXI Jornadas de la Asociación Madrileña de Salud Mental, participaba en una mesa Ignacio García Cabeza, psiquiatra también del Hospital Gregorio Marañón, generándose un debate acerca del uso y alternativas a las contenciones mecánicas. La polémica acabó por generar la campaña Cero Contenciones promovida por asociaciones y colectivos de pacientes, usuarios y movimiento de supervivientes de la psiquiatría en España, y apoyada poco después por asociaciones de familiares y organizaciones profesionales.
En julio de 2017, se anunciaba que el Defensor del Pueblo, Francisco Fernández Marugán, había visitado el Servicio de Psiquiatría Infantil y Juvenil del Hospital Gregorio Marañón, reuniéndose con el jefe de servicio Celso Arango, la jefa de sección Dolores Moreno, Marta Kindelán –que era jefa del área de sanidad y política social del Defensor del Pueblo– y Bartolomé José Martínez como jefe de la Unidad del Mecanismo Nacional de Prevención de la Tortura.
A pesar de toda la polémica generada, el hospital era elegido en noviembre de 2018 como líder con la máxima puntuación en servicios de psiquiatría a nivel de toda España por parte del Monitor Empresarial de Reputación Corporativa. El año anterior, en diciembre de 2017 se le había concedido al servicio de psiquiatría infantil y juvenil del hospital el Premio Iberoamericano de Calidad 2017 otorgado en la categoría de Administración Pública.
A raíz de la filtración, el escándalo y debates posteriores se visibilizó el uso habitual de contenciones mecánicas. Al contrario que en la mayoría de países del entorno de España, donde se limita rotundamente o incluso se prohíbe su uso, las contenciones mecánicas son bastante habituales en los servicios de psiquiatría, residencias de mayores y centros de menores. Posteriormente comenzó llamarse la atención sobre las muertes que sucedían durante el uso de contenciones en ingresos psiquiátricos y se también a movilizarse la opinión pública para que las instituciones políticas y sanitarias procuraran la eliminación del uso de las contenciones mecánicas.